# Orcynopsis unicolor
La palamita bianca (Orcynopsis unicolor) è un pesce di mare appartenente alla Famiglia Scombridae. Si tratta dell'unica specie del genere Orcynopsis.

## Distribuzione e habitat
È una specie presente nell'Oceano Atlantico orientale tra il Senegal e lo stretto di Gibilterra, raramente può arrivare a nord fino alla Scandinavia, nei mesi estivi. Nel mar Mediterraneo è molto comune lungo le coste meridionali e rara nei mari italiani.
È più costiera rispetto alla palamita comune.

## Descrizione
Molto somigliante alla palamita comune come forma del corpo, che è comunque più alto e compresso, si riconosce comunque per i caratteri delle pinne e della livrea.
La prima pinna dorsale è assai più alta e di colore nero (con una piccola parte bianca nella parte posteriore), la seconda dorsale è anch'essa più alta, così come la pinna anale.
La colorazione è assai più uniforme, il dorso è azzurro acciaio, il ventre ed i fianchi bianco madreperlacei, le pinne, eccetto la prima dorsale, sono giallastre. I giovani possono avere macchie brunastre oblunghe sui fianchi.
Raggiunge la lunghezza di 1,30 m per 13 kg di peso in Atlantico mentre in Mediterraneo non supera gli 80 cm.

## Alimentazione
Si nutre soprattutto di altri pesci.

## Riproduzione
Si riproduce in estate.

## Biologia
Pur essendo gregaria non forma mai i grandi banchi tipici della palamita comune.

## Pesca
Simile in tutto e per tutto a quella impiegata per la palamita.